# Dutty Dior
Dutty Dior, pseudonimo di Kristoffer Castin Åman (Oslo, 30 novembre 1996 – Oslo, 6 aprile 2024), è stato un rapper e cantante norvegese di origini nigeriane.

## Biografia
Dutty Dior fece il suo debutto discografico con l'album in studio BHD, classificatosi 6º nella VG-lista. Col brano Hallo (2019), arrivato sul podio della classifica nazionale, ricevette la nomination per lo Spellemannprisen alla canzone dell'anno e un P3 Gull.
Det er mindre ensomt alene (2022) fu il suo secondo LP a raggiungere il 6º posto della graduatoria relativa ai CD. La IFPI Norge gli assegnò due certificazioni d'oro, per un totale di 60 000 unità vendute.
Morì il 6 aprile 2024 all'età di 27 anni.

## Discografia

### Album in studio
- 2019 – BHD
- 2022 – Det er mindre ensomt alene

### EP
- 2021 – Begge to (con Isah)

### Mixtape
- 2019 – Para/Normal

### Singoli
- 2018 – Plis
- 2019 – Fantasi (con Isah)
- 2019 – Masa (con ProllyNah)
- 2019 – Hallo (con Isah)
- 2020 – Moshpit (con Arif Murakami)
- 2020 – Komma
- 2020 – Status
- 2020 – Kaotisik eleganse
- 2020 – London
- 2021 – Hibachi
- 2022 – Kamera demon
- 2022 – Rett eller galt
- 2022 – V8
- 2022 – Touch (con Nils Bech)
- 2023 – Sipper (con i Beathoven)
- 2023 – Body (con Ifrapluto)
- 2023 – Ringtone (con Ifrapluto)
- 2023 – Hjertesorg betaler regninga (con Benjie)
- 2024 – Denial (con Mabira e Costi Beats)

### Collaborazioni
- 2021 – Null samvittighet (Jonas Benyoub feat. Dutty Dior)